# Sissi Emperatriz
Sissi Emperatriz es una película austriaca de 1956, dirigida por Ernst Marischka y protagonizada por Romy Schneider y Karlheinz Böhm. Constituye la segunda parte de la trilogía de películas sobre la vida de la célebre emperatriz de Austria y Reina de Hungría, Isabel de Baviera, llamada familiarmente como "Sissi".
Se inscribió en 1957 en el Festival de Cine de Cannes.

## Argumento
Sissi se adapta lentamente a la vida como emperatriz de Austria pero le cuesta trabajo aprender el riguroso protocolo de la corte de Viena; a esto se le suma la difícil relación que mantiene con la todopoderosa y rígida archiduquesa Sofía. La archiduquesa Sofía se adhiere a las viejas reglas y constantemente interfiere con la forma en que el emperador gobierna el imperio y en lo que más importa a Sissi: su vida familiar. 
Un escándalo estalla y la relación de la pareja imperial peligra cuando Sissi abandona la corte imperial sin previo aviso y vuelve a Baviera; todo esto, tras el nacimiento de su primera hija, que fue llamada Sofía en honor a la archiduquesa. Cuando Sissi vuelve a palacio de una visita a un orfanato, se encuentra con la sorpresa de que su hija ha sido transferida a otros aposentos junto a los de la archiduquesa y alejada de ella. Frente a la negativa de Francisco, decide abandonar la corte.
Al llegar a Possenhofen, Isabel guarda en secreto su huida, hasta que el emperador va en su búsqueda. Entonces, los emperadores, cada uno por su parte, manifiestan que serán implacables el uno con el otro, pero al verse no hacen más que besarse y pedirse perdón mutuamente. Comienza un romántico viaje por el Tirol.
Crece la influencia de Sissi, y ella comienza a abogar por la causa del conde Gyula Andrássy con respecto a las libertades del pueblo húngaro.
Es entonces cuando vuelven las tensiones entre Sissi y Sofía: Sissi planea abandonar el palacio; Francisco le ruega que le acompañe a recibir a la delegación húngara; Sissi manifiesta que para ella eso no es importante y que su decisión no cambiará. A pesar de eso (y cuando el emperador ha perdido las esperanzas), Isabel aparece en la recepción y los delegados le manifiestan su deseo de que fuese coronada junto a Francisco como reina de Hungría. Sissi acepta.
Sólo la llegada de la duquesa Ludovica pudo ablandar el corazón de Sofía, quien permite que las cosas de la pequeña Sofía retornen junto a su madre. Francisco le cuenta a Sissi que su madre ha aceptado dejar a su cargo el cuidado de Sofía y la pareja recupera algo de la felicidad de un principio.
La película concluye con la coronación de los emperadores como reyes de los húngaros.
Esta película se caracteriza por mostrar una Sissi políticamente activa y comprometida con la causa húngara, a la vez que busca la libertad en una corte que no se lo permite.

## Reparto
- Romy Schneider, como su majestad la emperatriz Isabel de Austria, "Sissi"; más tarde, la reina de Hungría.
- Karlheinz Böhm, como su majestad el emperador Francisco José I de Austria; más tarde, rey de Hungría.
- Magda Schneider, como su alteza, la duquesa Ludovica de Baviera, madre de Sissi y suegra de Francisco, hermana de Sofía.
- Vilma Degischer, como la todopoderosa archiduquesa Sofía de Baviera, madre del emperador y suegra de Sissi.
- Gustav Knuth, como el duque Maximiliano de Baviera, padre de Sissi y esposo de Ludovica.
- Walter Reyer, como el conde húngaro Gyula Andrássy.
- Senta Wengraf, como la condesa de Bellegarde.
- Josef Meinrad, como el mayor Böckl.
- Iván Petrovich, como el doctor Max Falk.
- Helene Lauterböck, como la condesa Esterhazy.
- Erich Nikowitz, como el archiduque Francisco Carlos de Austria.
- Hans Ziegler, como el doctor Seeburger.
- Karl Fochler, como el conde Grünne.

## Lugares de grabación
- Estudios Atelier Rosenhügel, Viena, Austria.
- Palacio de Fuschl (representa al Palacio Ducal de Possenhofen), Fuschl, Salzburgo, Austria.
- Palacio de Schönbrunn, Schönbrunner Schloßstraße 47-49, Hietzing, Viena, Austria.
- Iglesia de San Miguel de Viena, Viena, Austria.
- Viena, Austria.

## La trilogía
En la trilogía de películas dirigidas por Ernst Marischka y protagonizadas por Romy Schneider y Karlheinz Böhm, esta constituye la segunda parte, siendo precedida por la película Sissi y sucedida por El destino de Sissi.

## Curiosidades
Isabel de Baviera era conocida familiarmente como "Sissi", pero nunca "Sissí", como se escribe en el título de la película.
La actriz Magda Schneider, que interpreta a la duquesa Ludovica en las tres películas de la serie, es la madre de Romy Schneider también en la vida real.
La película es conocida como Sissi - Die junge Kaiserin (su título original) en Austria  y Alemania; Askin kanunu var en Turquía; Sissí emperatriz en España; Sissi - den unga kejsarinnan en Suecia; Sissi - la giovane imperatrice en Italia; Sissi emperatriz en Argentina y Chile; Sissi l'impératrice en Francia; Sissi, a Imperatriz en Brasil; ¨Sissi, a Jovem Imperatriz en Portugal; Sissi, i neara aftokrateira en Grecia; Sissi, nuori keisarinna en Finlandia; y es mundialmente conocida por su título en inglés: "Sissi: The Young Empress".
La película fue estrenada en diciembre de 1956 en Viena, Austria. En Alemania Occidental, fue estrenada el 19 de  diciembre de 1956; en Suecia el 4 de febrero de 1957; a Finlandia le correspondió el 22 de marzo de 1957; a Portugal el 23 de abril de 1957; a Dinamarca el 24 de abril de 1957; en Francia el 16 de agosto de 1957; y en Turquía se estrenó en febrero de 1962.
El 1 de julio de 1963, Sissi - Die junge Kaiserin fue reestrenada en Viena, Austria, para luego ser reestrenada en Finlandia (20 de diciembre de 1968) y Portugal (4 de noviembre de 1980).
En Alemania se estrena una versión restaurada de la película, esta vez para televisión, el 26 de diciembre de 1998, un día después del estreno en televisión de Sissi, la primera parte de la trilogía.
En El reino de los chiflados se realiza una parodia a Sissi Emperatriz.